# Pulau Krus
Pulau Krus är en ö i Indonesien.   Den ligger i provinsen Moluckerna, i den östra delen av landet, 2 900 km öster om huvudstaden Jakarta.
Terrängen på Pulau Krus är varierad. Öns högsta punkt är 16 meter över havet. Trakten runt Pulau Krus består huvudsakligen av våtmarker.